# Taekwondo op de Paralympische Zomerspelen 2020
Op de XVIe Paralympische Zomerspelen, die in 2021 werden gehouden in Tokio, Japan, was de Taekwondo een van de 23 sporten die werden beoefend.  Het was de eerste keer dat taekwondo op het programma stond van de Paralympische Spelen. 

## Medaillespiegel
| Plaats | Land             | NPC | Goud | Zilver | Brons | Totaal |
| 1      | Brazilië         | BRA | 1    | 1      | 1     | 3      |
| 2      | Iran             | IRI | 1    | 1      | 0     | 2      |
| 3      | Denemarken       | DEN | 1    | 0      | 0     | 1      |
| 3      | Mexico           | MEX | 1    | 0      | 0     | 1      |
| 3      | Peru             | PER | 1    | 0      | 0     | 1      |
| 3      | Oezbekistan      | UZB | 1    | 0      | 0     | 1      |
| 7      | Groot-Brittannië | GBR | 0    | 1      | 1     | 2      |
| 7      | Turkije          | TUR | 0    | 1      | 1     | 2      |
| 9      | Kroatië          | CRO | 0    | 1      | 0     | 1      |
| 9      | Egypte           | EGY | 0    | 1      | 0     | 1      |

## Gewichtsklassen

### Mannen
- -61 kg
- -75 kg
- +75 kg

### Vrouwen
- -49 kg
- -58 kg
- +58 kg

## Uitslagen
| Mannen | Mannen | Mannen             | Mannen | Mannen            | Mannen | Mannen          |
| Klasse | Goud   | Goud               | Zilver | Zilver            | Brons  | Brons           |
| ------ | ------ | ------------------ | ------ | ----------------- | ------ | --------------- |
| -61 kg | BRA    | Nathan Torquato    | EGY    | Mohamed El-Zayat  | TUR    | Mahmut Bozteke  |
| -61 kg | BRA    | Nathan Torquato    | EGY    | Mohamed El-Zayat  | RPC    | Daniil Sidorova |
| -75 kg | MEX    | Juan García        | IRI    | Mahdi Pourrahnama | KOR    | Joo Jeong-hun   |
| -75 kg | MEX    | Juan García        | IRI    | Mahdi Pourrahnama | ARG    | Juan Samorano   |
| +75 kg | IRI    | Asghar Aziziaghdam | CRO    | Ivan Mikulić      | USA    | Evan Medell     |
| +75 kg | IRI    | Asghar Aziziaghdam | CRO    | Ivan Mikulić      | RPC    | Zainutdin Ataev |

| Vrouwen | Vrouwen | Vrouwen          | Vrouwen | Vrouwen        | Vrouwen | Vrouwen                |
| Klasse  | Goud    | Goud             | Zilver  | Zilver         | Brons   | Brons                  |
| ------- | ------- | ---------------- | ------- | -------------- | ------- | ---------------------- |
| -49 kg  | PER     | Leonor Espinoza  | TUR     | Meryem Çavdar  | THA     | Khwansuda Phuangkitcha |
| -49 kg  | PER     | Leonor Espinoza  | TUR     | Meryem Çavdar  | RPC     | Anna Poddubskaia       |
| -58 kg  | DEN     | Lisa Gjessing    | GBR     | Beth Munro     | BRA     | Silvana Fernandesk     |
| -58 kg  | DEN     | Lisa Gjessing    | GBR     | Beth Munro     | CHN     | Li Yujie               |
| +58 kg  | UZB     | Guljonoy Naimova | BRA     | Débora Menezes | GBR     | Amy Truesdale          |
| +58 kg  | UZB     | Guljonoy Naimova | BRA     | Débora Menezes | AUS     | Janine Watson          |

Atletiek · Badminton · Bankdrukken · Basketbal · Boccia · Boogschieten · Goalball · Judo · Kanovaren · Paardensport · Roeien · Rugby · Schermen · Schietsport · Taekwondo · Tafeltennis · Tennis · Triatlon · Voetbal · Volleybal · Wielersport · Zwemmen
Tokio 2020 ·
Parijs 2024 ·
Los Angeles 2028